# Antônio Calmon de Araújo Góis
Antônio Calmon de Araújo Góis, primeiro e único barão de Camaçari (freguesia de São Pedro de Traripe do Rio Fundo, município de Santo Amaro, 7 de março de 1828 — Catu, 13 de setembro de 1913) foi um nobre e político brasileiro.
Filho de Inocêncio Marques de Araújo Góis, barão de Araújo Góis e Maria Joana Calmon de Aragão, casou em primeiras núpcias com Rosa Joaquina dos Reis Meireles e, em segundas núpcias, com sua prima Jovina Amália de Góis Lucatelli Doria. Administrou a província da Bahia, interinamente, de 18 de outubro a 20 de dezembro de 1895, enquanto presidente do Senado Estadual, durante o governo Rodrigues Lima.
O título de Barão de Camaçari foi-lhe concedido por decreto de 13 de setembro de 1871.
Foi vereador no município de Mata de São João no quatriênio de 1873 a 1876; senador à Assembleia Constituinte da Bahia em 1891; senador pela Bahia de 1891 a 1902, sendo segundo secretário do Senado em 1891 e presidente em 1895, exercendo nessa qualidade, interinamente, o cargo de governador de 18 de outubro a 20 de dezembro de 1895.